# Nürnberg Hauptbahnhof
Nürnberg Hauptbahnhof (magyarul: Nürnberg főpályaudvar) egyike Németország legnagyobb vasúti pályaudvarainak. Naponta több mint 130 000 utas fordul meg a 21 vágányos állomáson. Naponta 466 vonat indul innen Németország különböző részeibe. Az állomás 1844-ben nyílt meg. A német vasútállomáskategória első osztályába tartozik, ebben a kategóriában 20 német főpályaudvar található, jellemzően a legnagyobbak és legfontosabbak.

## Vasútvonalak
- Nürnberg–Augsburg (KBS 910, 970.1)
- Nürnberg–Bamberg (KBS 820, 891.2)
- Nürnberg–Cheb (KBS 512, 544, 860, 891.3)
- Nürnberg–Crailsheim (KBS 786, 891.7)
- Nürnberg–Feucht (KBS 890.2)
- Nürnberg–Ingolstadt–München (KBS 900, 901, 990)
- Nürnberg–Regensburg (KBS 880)
- Nürnberg–Roth (KBS 890.3)
- Nürnberg–Schwandorf (KBS 870, 890.1)
- Nürnberg–Würzburg (KBS 805, 811, 891.1, 900)

## Közlekedés

### Távolsági vonatok
Az állomáson halad keresztül több ICE-vonal is, továbbá a pályaudvar a végállomása a München–Nürnberg-expressznek is.
| Járat  | Útvonal | Gyakoriság             | Vasúti jármű               |
| ------ | --- | ---------------------- | -------------------------- |
| ICE 18 | München Hbf – Nürnberg Hbf – Erlangen – Bamberg – Erfurt Hbf – Halle Hbf – Bitterfeld – Berlin Südkreuz – Berlin Hbf – Berlin-Spandau – Hamburg Hbf – Hamburg Dammtor – Hamburg-Altona | kétóránként            | ICE 1; ICE T               |
| ICE 25 | München Hbf – Ingolstadt Hbf – Nürnberg Hbf – Würzburg Hbf – Fulda – Kassel-Wilhelmshöhe – Göttingen – Hannover Hbf – Hamburg-Harburg – Hamburg Hbf – Hamburg Dammtor – Hamburg-Altona | óránként               | ICE 1, ICE 2, ICE T, ICE 4 |
| ICE 28 | München Hbf – München-Pasing – Augsburg Hbf – Donauwörth – Nürnberg Hbf – Erlangen – Bamberg (– Coburg) – Erfurt Hbf – Leipzig Hbf – Lutherstadt Wittenberg – Berlin Südkreuz – Berlin Hbf – Berlin Gesundbrunnen (– Eberswalde – Angermünde – Prenzlau – Pasewalk – Anklam – Züssow – Greifswald – Stralsund Hbf – Bergen auf Rügen – Ostseebad Binz) | kétóránként            | ICE 4; ICE T               |
| ICE 29 | München Hbf – Nürnberg Hbf – Erfurt Hbf – Halle Hbf – Berlin Südkreuz – Berlin Hbf (tief) (– Hamburg Hbf – Hamburg-Altona) | kétóránként            | ICE 3 (Sprinter)           |
| ICE 31 | (München Hbf – Ingolstadt Hbf – / Passau Hbf – Regensburg Hbf –) Nürnberg Hbf – Würzburg Hbf – Hanau Hbf – Frankfurt Hbf – Frankfurt Flughafen Fernbahnhof – Mainz Hbf – Koblenz Hbf – Bonn Hbf – Köln Hbf – Solingen Hbf – Wuppertal Hbf – Hagen Hbf – Dortmund Hbf (– Münster Hbf – Osnabrück Hbf – Bremen Hbf – Hamburg Hbf – Neumünster – Kiel Hbf) | egyes vonatok          | ICE T, ICE 1               |
| ICE 41 | München Hbf – Nürnberg Hbf – Würzburg Hbf – Aschaffenburg Hbf – Frankfurt (Main) Hbf – Frankfurt Flughafen Fernbahnhof – Köln Messe/Deutz – Düsseldorf Hbf – Duisburg Hbf – Essen Hbf – Bochum Hbf – Dortmund Hbf | óránként               | ICE 3                      |
| ICE 91 | Wien Hbf – Wien Meidling – St. Pölten Hbf – Linz Hbf – Passau Hbf – Plattling – Regensburg Hbf – Nürnberg Hbf – Würzburg Hbf – Hanau Hbf – Frankfurt (Main) Hbf (– Frankfurt Flughafen Fernbahnhof – Mainz Hbf – Koblenz Hbf – Bonn Hbf – Köln Hbf – Solingen Hbf – Wuppertal Hbf – Hagen Hbf – Dortmund Hbf) | kétóránként            | ICE T                      |
| IC 17  | Wien Hbf – Wien Meidling – St. Pölten Hbf – Linz Hbf – Wels Hbf – Schärding – Passau Hbf – Plattling – Straubing – Regensburg Hbf – Nürnberg Hbf – Fürth (Bay) Hbf – Erlangen – Bamberg – Lichtenfels – Saalfeld (Saale) – Jena-Göschwitz – Jena Paradies – Naumburg (Saale) Hbf – Halle (Saale) Hbf – Leipzig Hbf – Bitterfeld – Lutherstadt Wittenberg – Berlin Südkreuz – Berlin Hbf – Berlin Gesundbrunnen – Oranienburg – Neustrelitz Hbf – Waren (Müritz) – Rostock Hbf (– Warnemünde) | egy vonatpár naponta   | Stadler KISS               |
| IC 28  | München Hbf – München-Pasing – Augsburg Hbf – Donauwörth – Treuchtlingen – Nürnberg Hbf | egyes vonatok          | IC-Wagen                   |
| IC 31  | Passau Hbf – Plattling – Straubing – Regensburg Hbf – Nürnberg Hbf – Würzburg Hbf – Hanau Hbf – Frankfurt (Main) Hbf – Frankfurt Flughafen Fernbahnhof – Mainz Hbf – Koblenz Hbf – Bonn Hbf – Köln Hbf – Solingen Hbf – Wuppertal Hbf – Hagen Hbf – Dortmund Hbf – Münster (Westf) Hbf – Osnabrück Hbf – Bremen Hbf – Hamburg-Harburg – Hamburg Hbf – Hamburg Dammtor – Hamburg-Altona (– Neumünster – Kiel Hbf)                                                                             | három vonatpár naponta | IC-Wagen                   |
| IC 61  | (Leipzig Hbf – Naumburg (Saale) Hbf – Jena Paradies – Saalfeld (Saale) – Kronach – Lichtenfels – Bamberg –) Nürnberg Hbf – Ansbach – Crailsheim – Ellwangen – Aalen Hbf – Schwäbisch Gmünd – Stuttgart Hbf – Vaihingen (Enz) – Pforzheim Hbf – Mühlacker – Karlsruhe Hbf | kétóránként            | Intercity 2                |

#### Éjszakai vonatok
A főpályaudvaron megálló éjszakai vonatok ÖBB Nightjet néven közlekednek a következő útvonalakon: Bécs - Hannover - Hamburg, Bécs - Köln - Amszterdam, Bécs - Köln - Brüsszel, Innsbruck - Hannover - Hamburg, Innsbruck - Köln - Düsseldorf és Innsbruck - Köln - Brüsszel.
A 2021/2022-es menetrendtől kezdve a következő vonatok közlekednek Nürnberg főpályaudvaron keresztül:
| Vonatszám   | Útvonal | Gyakoriság                                           | Üzemeltető |
| ----------- | --- | ---------------------------------------------------- | ---------- |
| 420/421     | Innsbruck – München – Nürnberg – Frankfurt/Main – Köln – Düsseldorf – Amsterdam                                | naponta                                              | ÖBB        |
| 40490/40421 | Wien – Linz – Nürnberg – Frankfurt/Main – Köln – Düsseldorf – Amsterdam                                        | naponta                                              | ÖBB        |
| 40420/40491 | Innsbruck – München – Nürnberg – Hannover – Hamburg                                                            | naponta                                              | ÖBB        |
| 490/491     | Wien – Linz – Nürnberg – Hannover – Hamburg                                                                    | naponta                                              | ÖBB        |
| 424/425     | Innsbruck – München – Nürnberg – Frankfurt/Main – Köln – Brüssel                                               | naponta                                              | ÖBB        |
| 50425/50490 | Wien – Linz – Nürnberg – Frankfurt/Main – Köln – Brüssel                                                       | naponta                                              | ÖBB        |
| ASN1/ASN2   | Salzburg – Freilassing – Prien – Rosenheim – München Ost – Nürnberg – Hamburg – Heide – Husum – Niebüll – Sylt | egy vonatpár hetente 2022. május 6-tól október 16-ig | RDC        |

| Járat   | Útvonal | Gyakoriság             | Üzemeltető | Indulása         | Megszűnése        |
| ------- | --- | ---------------------- | ---------- | ---------------- | ----------------- |
| FLX 35N | (Hamburg – Berlin-Spandau – Berlin – Berlin Südkreuz –) Leipzig – Naumburg (Saale) – Jena Paradies – Saalfeld – Bamberg – Erlangen – Nürnberg – Augsburg – München-Pasing – München | 1 vonatpár, 4× hetente | IGE        | 2021. június 17. | 2021. december 9. |

## Képgaléria

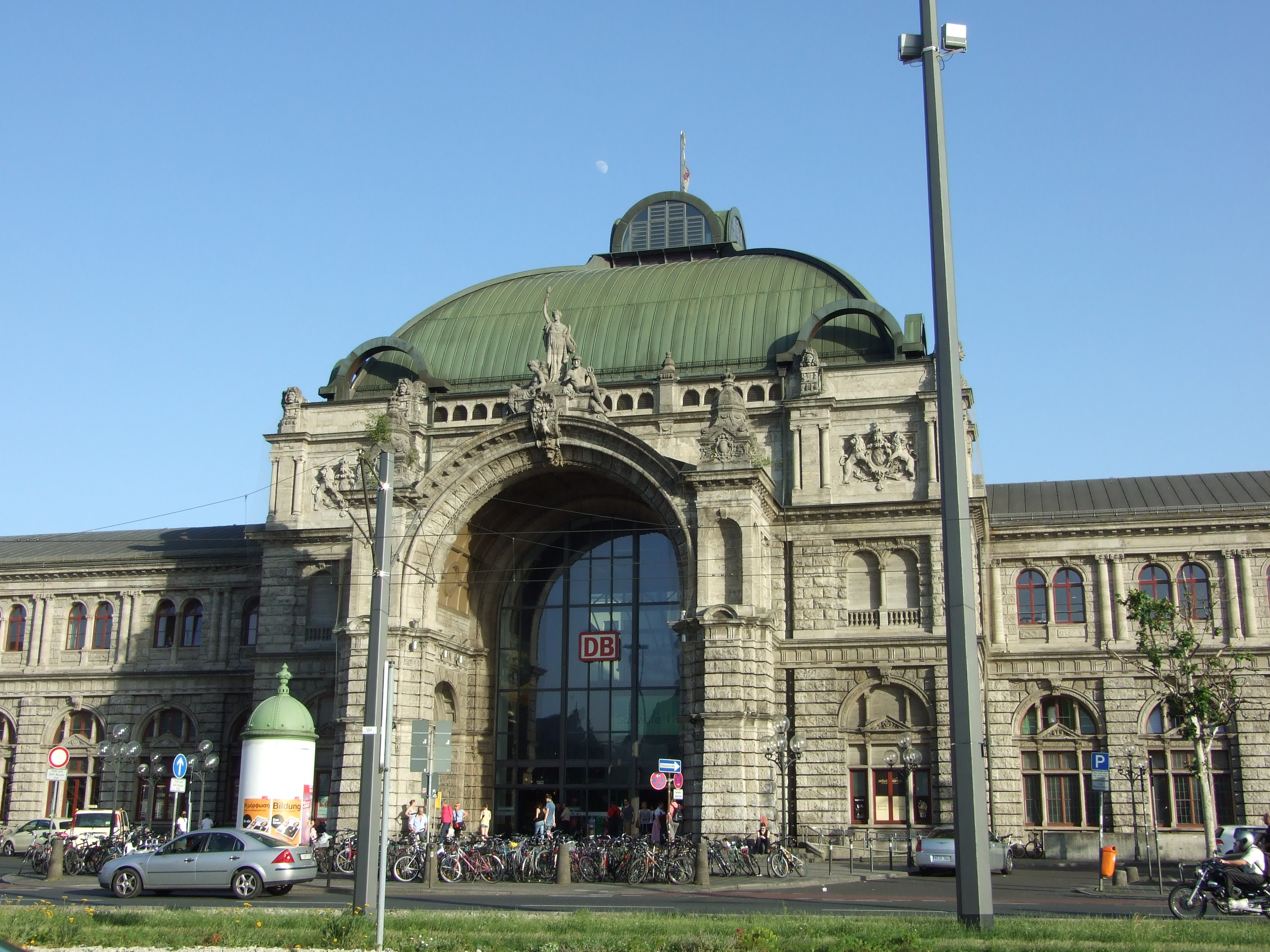
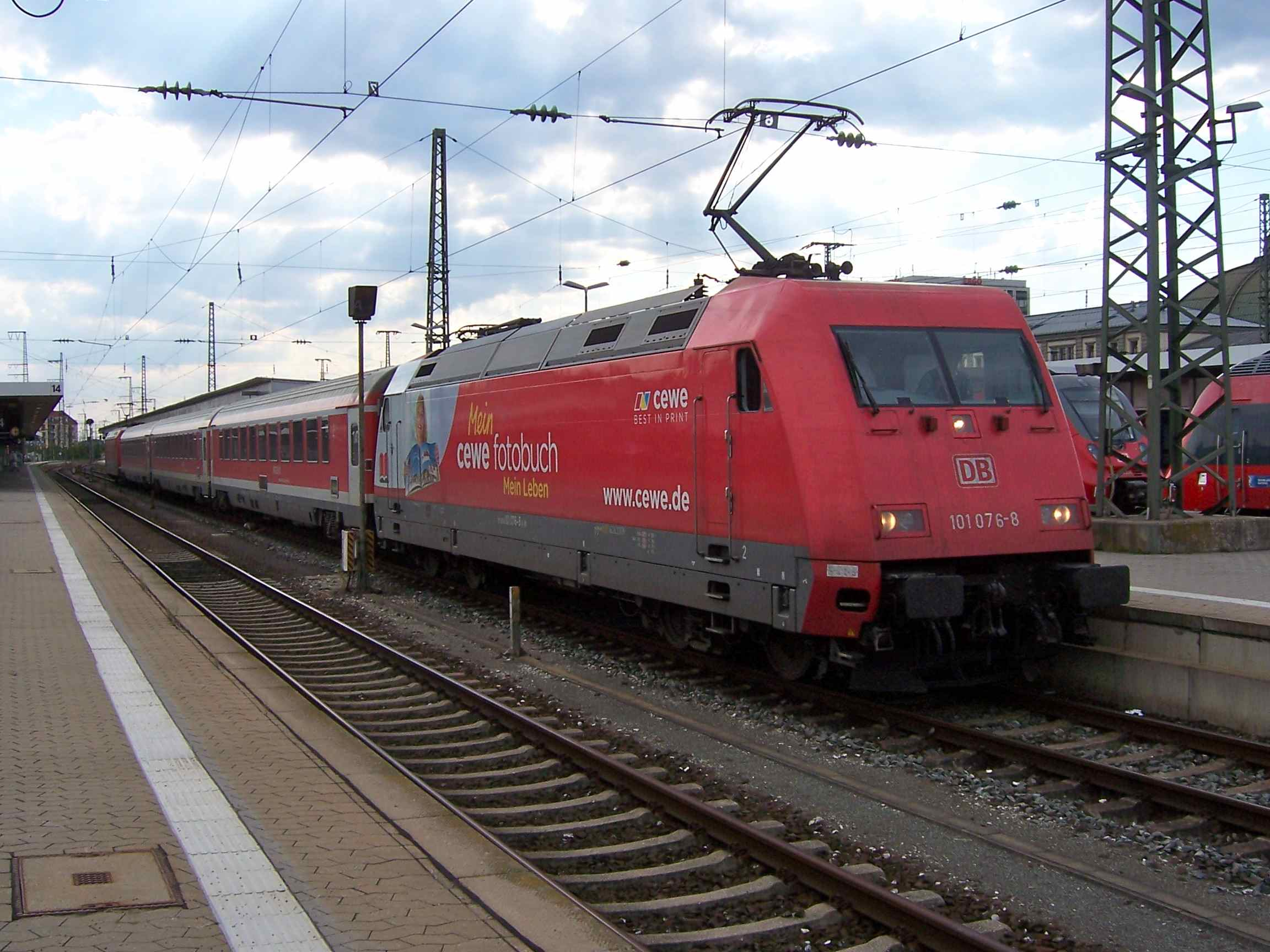
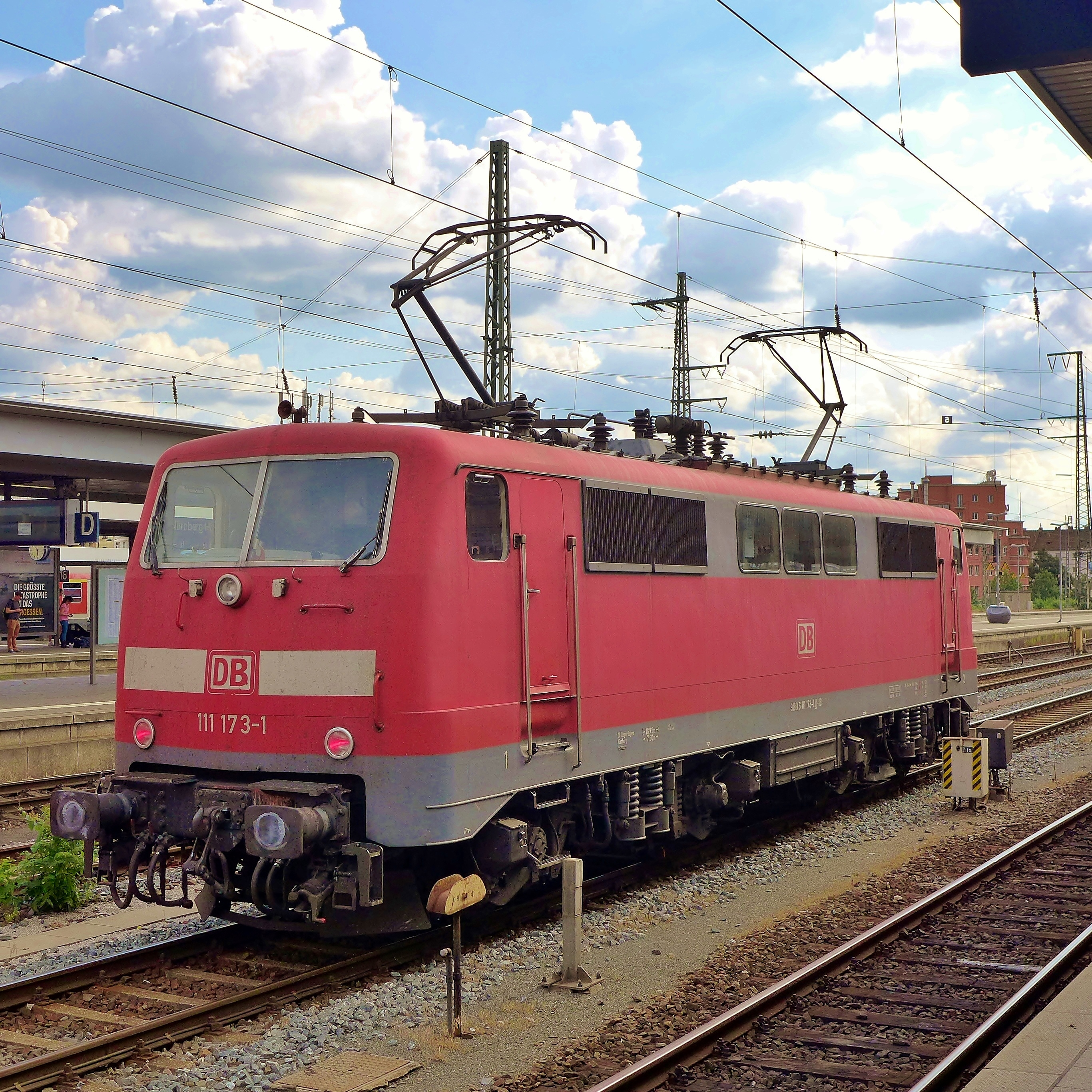
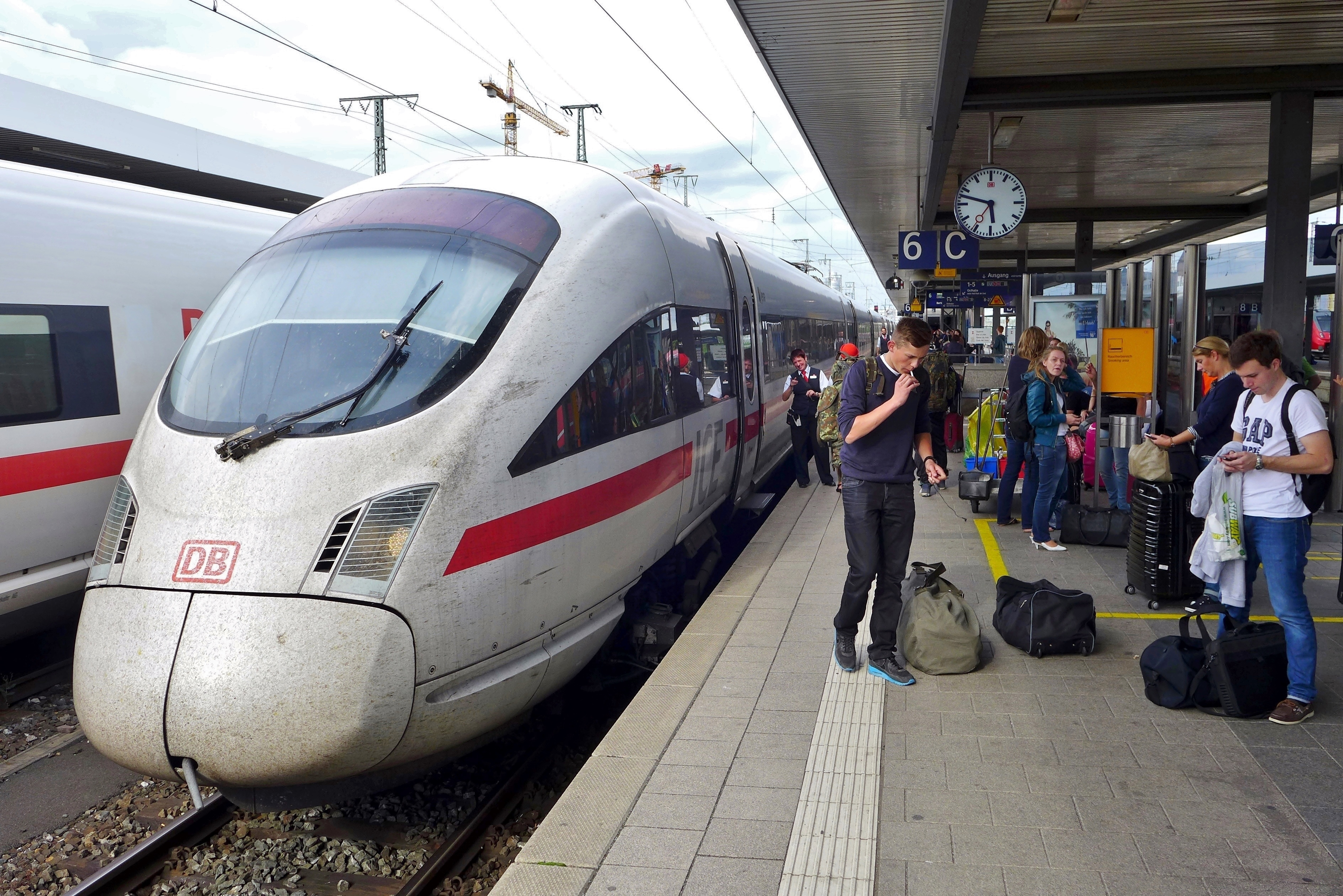
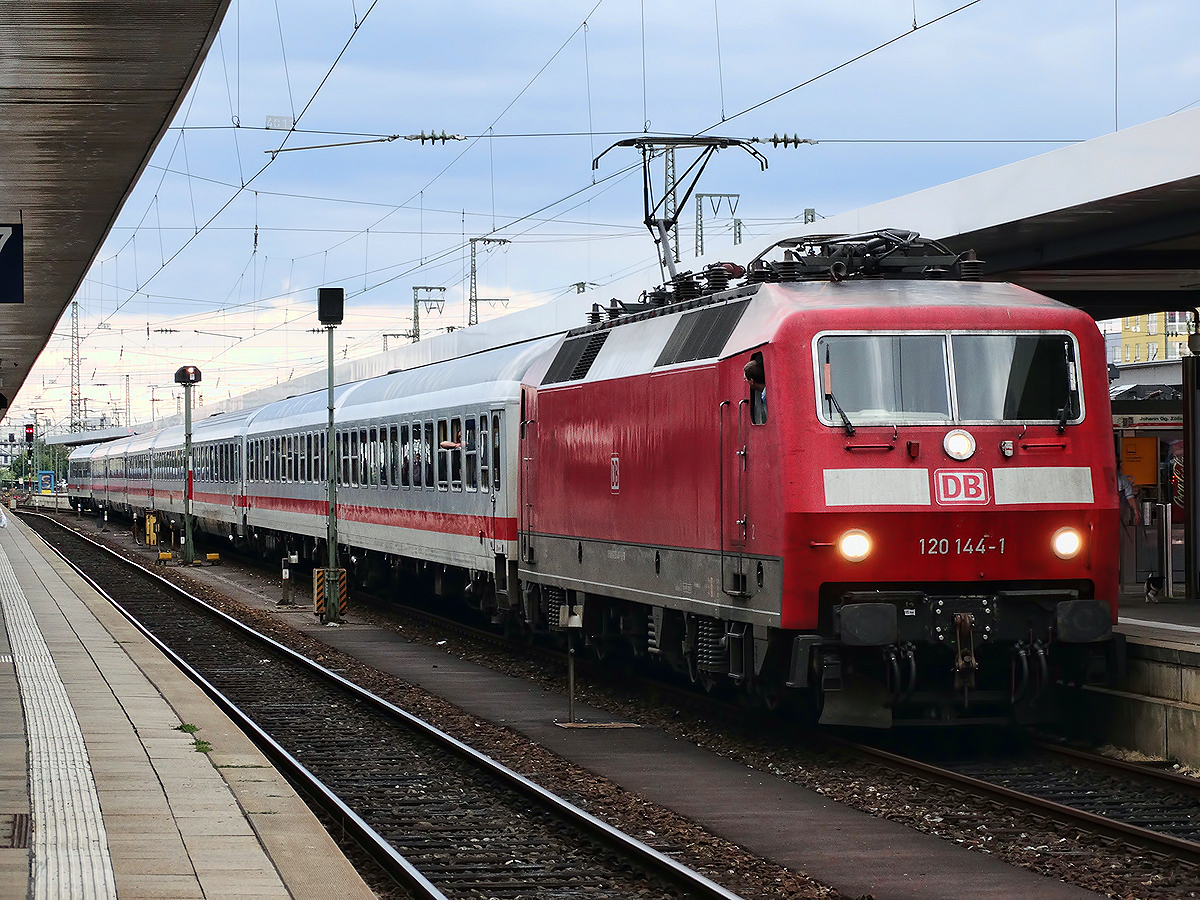
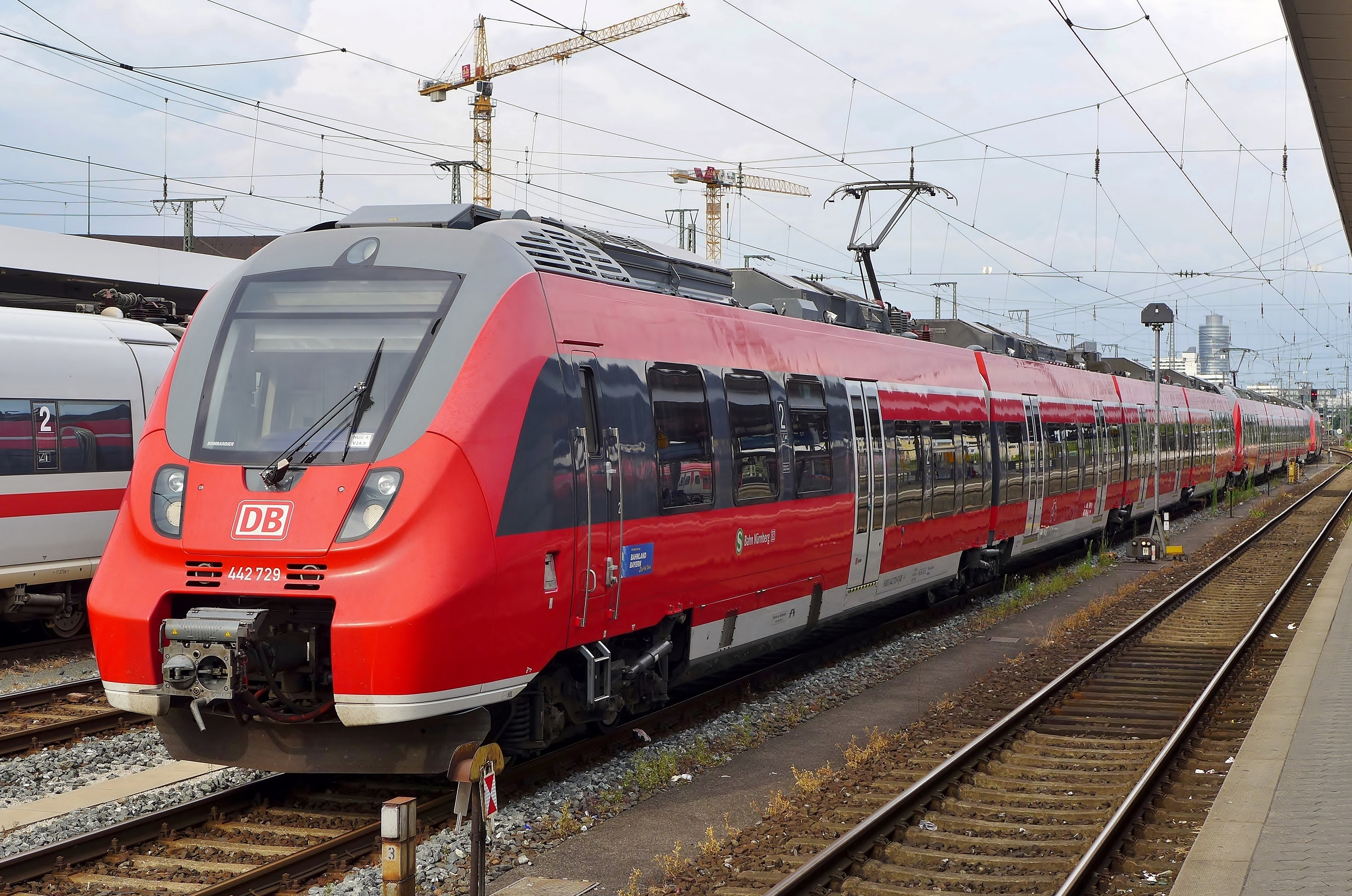
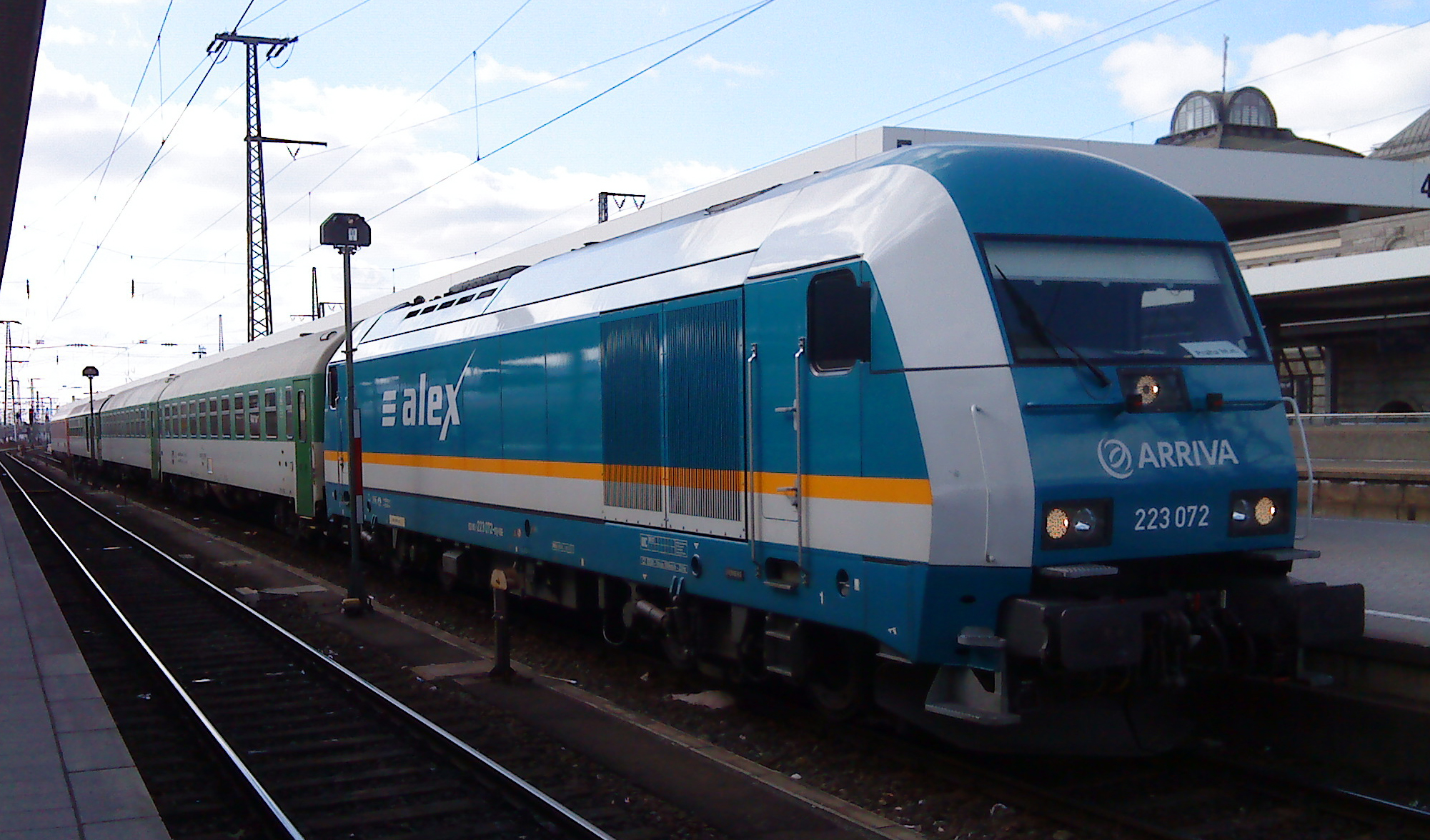
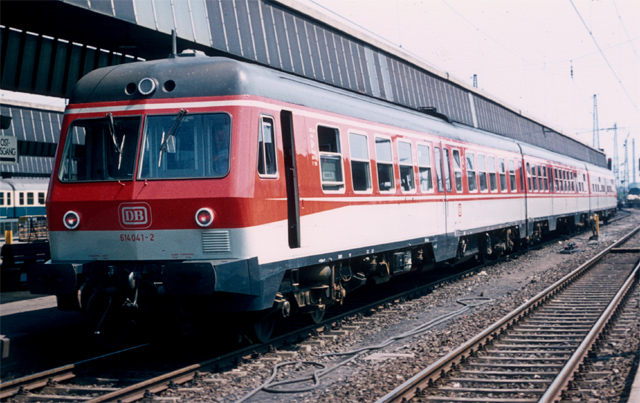

## Éjszakai vonatok
| Vonatszám   | Útvonal                                                             |
| ----------- | ------------------------------------------------------------------- |
| 420/421     | Innsbruck – München – Nürnberg – Frankfurt/Main – Köln – Düsseldorf |
| 40490/40491 | Bécs – Linz – Nürnberg – Frankfurt/Main – Köln – Düsseldorf         |
| 40420/40421 | Innsbruck – München – Nürnberg – Hannover – Hamburg                 |
| 490/491     | Bécs – Linz – Nürnberg – Hannover – Hamburg                         |
| 424/425     | Innsbruck – München – Nürnberg – Frankfurt/Main – Köln – Brüsszel   |
| 50425/50490 | Wien – Linz – Nürnberg – Frankfurt/Main – Köln – Brüsszel           |

### S-Bahn
| Járat | Útvonal |
| ----- | --- |
| S1    | Bamberg – Strullendorf – Hirschaid – Buttenheim – Eggolsheim – Forchheim – Kersbach – Baiersdorf – Bubenreuth – Erlangen – Erlangen Paul-Gossen-Straße – Erlangen-Bruck – Eltersdorf – Vach – Unterfarrnbach – Fürth Hauptbahnhof – Rothenburger Straße – Steinbühl – Hauptbahnhof – Dürrenhof – Ostring – Mögeldorf – Rehhof – Laufamholz – Schwaig – Röthenbach (Pegnitz) – Steinberg – Seespitze – Lauf West – Lauf (links Pegnitz) – Ottensoos – Henfenfeld – Hersbruck (links Pegnitz) – Happurg – Pommelsbrunn – Hartmannshof |
| S2    | Roth – Büchenbach – Rednitzhembach – Schwabach – Limbach – Katzwang – Reichelsdorfer Keller – Reichelsdorf – Eibach – Sandreuth – Steinbühl – Hauptbahnhof – Dürrenhof – Gleißhammer – Dutzendteich – Frankenstadion – Fischbach – Feucht – Feucht-Moosbach – Winkelhaid – Ludersheim – Altdorf West – Altdorf |
| S3    | Hauptbahnhof – Feucht – Feucht Ost – Ochenbruck – Mimberg – Burgthann – Oberferrieden – Postbauer-Heng – Pölling – Neumarkt (Oberpf) |
| S4    | Hauptbahnhof – Nürnberg-Schweinau – Nürnberg-Stein – Unterasbach – Oberasbach – Anwanden – Roßtal – Roßtal-Wegbrücke – Raitersaich – Heilsbronn – Petersaurach Nord – Wicklesgreuth – Sachsen – Ansbach |